# جوشوا رومان
جوشوا رومان (بالإنجليزية: Joshua Roman)‏ هو عازف تشيلو أمريكي، ولد في 16 ديسمبر 1983.

## وصلات خارجية
- جوشوا رومان على موقع ميوزك برينز (الإنجليزية)
- جوشوا رومان على موقع أول ميوزيك (الإنجليزية)